# Saint-Félix-de-Rieutord
Saint-Félix-de-Rieutord (Okzitanisch: Sent Felitz de Riutòrt) ist eine französische Gemeinde mit 469 Einwohnern (Stand: 1. Januar 2022) im Département Ariège in der Region Okzitanien. Sie gehört zum Arrondissement Foix und ist Mitglied im Gemeindeverband L’Agglo Foix-Varilhes. Die Einwohner werden Saint-Félixéens und Saint-Félixéennes genannt.

## Geografie

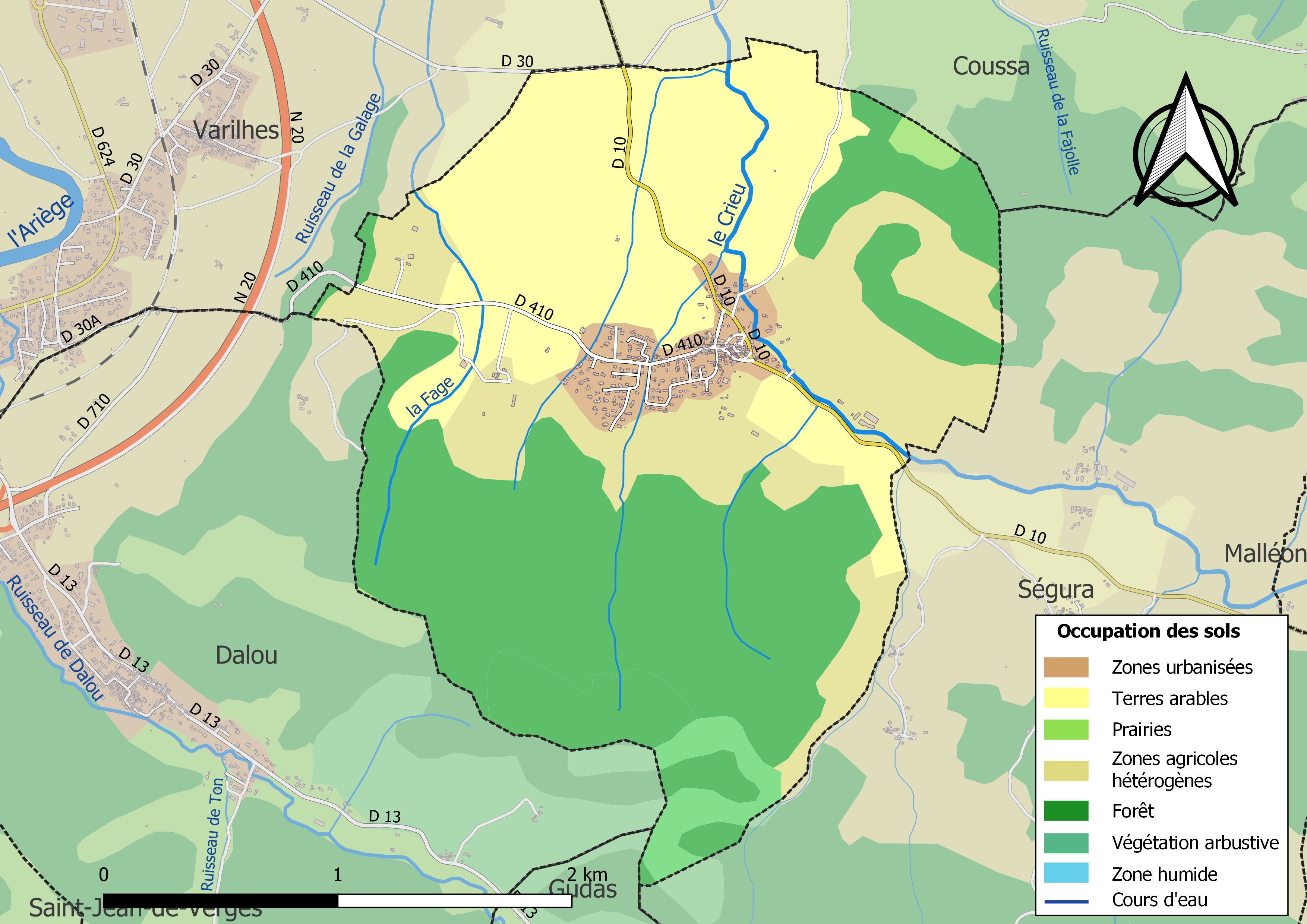
Bodennutzung, Hydrografie und Infrastruktur der Gemeinde

Die Gemeinde ist historisch und kulturell Teil des Pays de Foix und liegt etwa elf Kilometer nordnordöstlich von Foix sowie etwa 65 Kilometer südsüdöstlich von Toulouse. Die Gemeinde besteht aus dem Dorf Saint-Félix-de-Rieutord sowie wenigen Einzelgehöften. Saint-Félix-de-Rieutord befindet sich im Einzugsgebiet der Garonne und wird vom Crieu entwässert, die von Osten kommend im Zentrum der Gemeinde seine Richtung wechselt und das Gemeindegebiet in nördlicher Richtung verlässt, sowie von der Fage und von verschiedenen kleineren Bächen. Saint-Félix-de-Rieutord liegt mit seinem Zentrum im hier relativ weiten Tal der Ariège. Der südliche Teil hingegen steigt zu einer Hügelkette an, deren höchster Punkt der Gemeinde der Cap de la Baillière (582 m) bildet. Das Gemeindegebiet ist Teil von zwei ZNIEFF-Naturgebieten. Etwas über die Hälfte der Fläche der Gemeinde wird landwirtschaftlich genutzt, etwas über 40 % sind bewaldet.
Umgeben wird Saint-Félix-de-Rieutord von den Nachbargemeinden Coussa im Norden und Nordosten, Ségura im Osten und Südosten, Gudas im Süden, Dalou im Südwesten und Westen sowie Varilhes im Westen und Nordwesten.

## Geschichte
Bereits im 12. Jahrhundert bestanden Schloss und Dorf. Die Siedlung und ihr Schloss werden im Jahr 1621 von den Hugenotten eingenommen. Im Mittelalter lag der Ort innerhalb der Grafschaft Foix, die von 1607 bis zur Französischen Revolution eine Krondomäne des Königs von Frankreich war. Die Gemeinde gehörte von 1793 bis 1801 zum District Mirepoix-Pamiers. Zudem lag Saint-Félix-de-Rieutord von 1793 bis 2015 innerhalb des Kantons Varilhes. Die Gemeinde war von 1801 bis 1926 und von 1942 bis 2016 erneut dem Arrondissement Pamiers zugeteilt. Zwischen 1926 und 1942 und seit 2017 gehört sie zum Arrondissement Foix.

## Bevölkerungsentwicklung
| Jahr                       | 1962 | 1968 | 1975 | 1982 | 1990 | 1999 | 2006 | 2013 | 2020 |
| Einwohner                  | 124  | 107  | 135  | 192  | 278  | 328  | 383  | 453  | 466  |
| Quellen: Cassini und INSEE |      |      |      |      |      |      |      |      |      |

## Sehenswürdigkeiten
- Schloss aus dem Jahr 1613 (mit Umbauten/Anbauten von 1748 und 1871)
- Kirche Saint-Pierre-aux-Liens
- Gedenkplatte für die Gefallenen[2]
- Zwei Wegkreuze